# Key Pankonin
Key Pankonin (* 1962 in Berlin-Kaulsdorf) ist ein deutscher Musiker und Autor.

## Leben
Key Pankonin war Sänger und Gitarrist der Ostberliner Punkband Ichfunktion. Er verfasste zudem Texte für die Bands Die Firma und Inchtabokatables. Vor dem Mauerfall und in der ersten Hälfte der 1990er-Jahre zählte Pankonin zu den zentralen Gestalten der alternativen Musikszene des Berliner Bezirks Prenzlauer Berg. In seinem autobiographischen Roman „Keynkampf“ verarbeitete er seine Jugend in der Punkszene der DDR.

## Werke
- Keynkampf. Roman, Berlin 1993. ISBN 3-86172-050-7
- Novemberecho. Roman, Berlin 2016.